# Jørgen Jæger

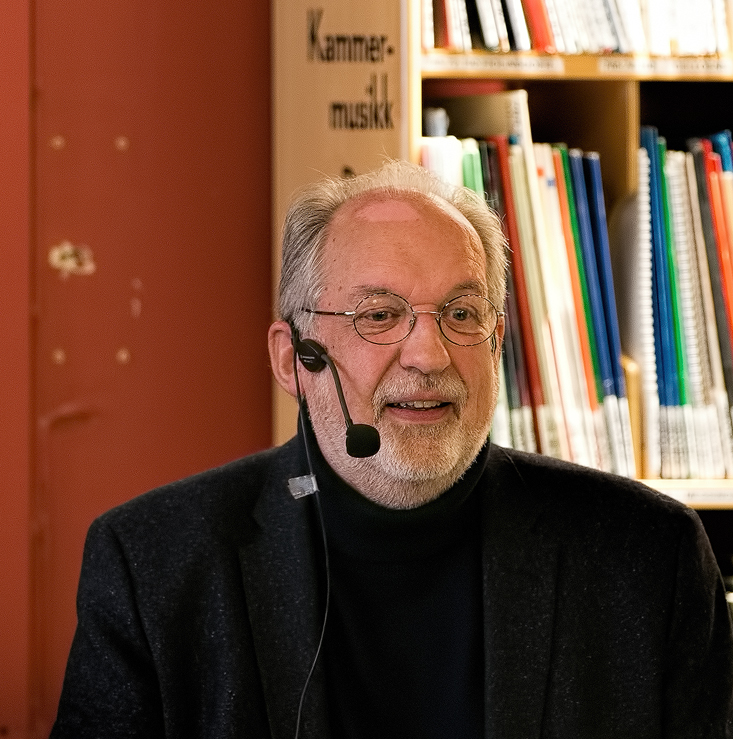
Jørgen Jæger 2016

Jørgen Jæger (* 29. Juli 1946 in Bergen, Norwegen) ist ein norwegischer Kriminalautor. Er ist bekannt für eine Reihe von Kriminalromanen mit Lensmann Ole Vik in der Rolle des Ermittlers. Er debütierte 2003 mit dem Krimi Skyggejakten. Einige seiner Bücher (Stemmen, Monster, Fortielsen und Guden) wurden für den norwegischen Buchhändlerpreis 2012, 2015, 2016 resp. 2017 nominiert. Jægers Werke wurden teilweise ins Dänische, Niederländische, Schwedische und Deutsche übersetzt. Er wohnt in Bergen, Vestland.

## Bibliografie
- Skyggejakten. Damm. Oslo 2003, ISBN 82-04-09870-7, ISBN 82-04-08366-1
- Kameleonene. Damm, Oslo 2004, ISBN 82-04-08721-7
- Dødssymfoni. Damm, Oslo 2005, ISBN 82-04-11720-5
- Blodskrift. Damm, Oslo 2007, ISBN 978-82-04-13442-4
  - Blutschrift, dt. von Nina Sattler-Hovdar; Deutscher Taschenbuchverlag, München 2009, ISBN 978-3-423-21111-6
- Karma. Cappelen Damm, Oslo 2010, ISBN 978-82-02-30599-4
- Stemmen. Juritzen forl., Oslo 2012, ISBN 978-82-8205-160-6
- Ridderkorset. Juritzen, Oslo 2014, ISBN 978-82-8205-588-8
- Monster. Juritzen, Oslo 2015, ISBN 978-82-8205-774-5
- Fortielsen. Juritzen, Oslo 2016, ISBN 978-82-8205-890-2
- Guden. Juritzen, Oslo 2017, ISBN 978-82-8205-994-7
- Ikke et lik for mye Juritzen, Oslo 2018
- Judasskuddet Capitana, Oslo 2019
- Hjerteløs Capitana, Oslo 2020
- Det sorte fåret Strawberry Publishing, Oslo 2021